# Indestructible Man
Indestructible Man is een Amerikaanse sciencefiction-b-film uit 1956. Het scenario werd geschreven door Vy Russell en Sue Bradford. De film was een onafhankelijke productie.

## Verhaal
De film draait om Butcher Benton, een beruchte rover en moordenaar die door verraad van zijn voormalige partners is gearresteerd en geëxecuteerd. Na zijn dood wordt zijn lichaam beschikbaar gesteld voor wetenschappelijk onderzoek. Een wetenschapper die onderzoek doet naar kanker brengt het lichaam van Benton per ongeluk weer tot leven met een stroomstoot.
Benton is in zijn nieuwe vorm vrijwel onverwoestbaar en bovenmenselijk sterk, maar niet langer in staat te spreken of helder na te denken. Hij gaat op pad om wraak te nemen op zijn partners. Andere slachtoffers op zijn lijst zijn z’n voormalige advocaat, en zijn ex-vriendin.

## Rolverdeling
| Acteur         | Personage                              | Opmerkingen         |
| -------------- | -------------------------------------- | ------------------- |
| Lon Chaney Jr. | Charles 'Butcher' Benton               | als Lon Chaney      |
| Max Showalter  | Politieluitenant Richard 'Dick' Chasen | als Casey Adams     |
| Marian Carr    | Eva Martin                             | als Marion Carr     |
| Ross Elliott   | Paul Lowe, Attorney                    |                     |
| Stuart Randall | Politieluitenant John Lauder           |                     |
| Ken Terrell    | Joe Marcelli                           | als Kenneth Terrell |
| Robert Shayne  | Prof. Bradshaw                         |                     |

## Achtergrond
De film werd bespot in de cultserie Mystery Science Theater 3000. De film bevindt zich tegenwoordig in het publiek domein.